# Ludmiła Żylińska
Ludmiła Żylińska (ur. 2 sierpnia 1953 w Jakucku) – polska profesor nauk medycznych, profesor zwyczajny Uniwersytetu Medycznego w Łodzi w Wydziale Nauk o Zdrowiu, specjalistka w zakresie biochemii, biologii molekularnej i neurochemii.

## Życiorys
W 1978 ukończyła studia na kierunku biochemia na Uniwersytecie Łódzkim. W 1992 na podstawie rozprawy pt. Fosforylacja białek błon synaptosomalnych móżdżku szczura przez endogenną kinazą C. Wpływ wybranych neuromodulatorów i charakterystyka substratu MW 130 kDa uzyskała na Wydziale Lekarskim Akademii Medycznej w Łodzi stopień naukowy doktora nauk medycznych w dyscyplinie biologia medyczna w specjalności biologia medyczna. Tam też w 2000 w oparciu o dorobek naukowy oraz monografię pt. Regulacja aktywności plazmatycznej Ca2+ - ATPazy w mózgowiu szczura przez procesy fosforylacji i neuroaktywne steroidy otrzymała stopień doktora habilitowanego nauk medycznych w dyscyplinie biologia medyczna w specjalności neurochemia. W 2011 prezydent RP Bronisław Komorowski nadał jej tytuł profesora nauk medycznych
Została profesorem zwyczajnym w Katedrze Biochemii Medycznej Wydziału Nauk o Zdrowiu Uniwersytetu Medycznego w Łodzi. Weszła w skład zarządu Polskiego Towarzystwa Biochemicznego.
W 2018 odmówiła przyjęcia nadanego jej przez prezydenta Andrzeja Dudę Medalu Złotego za Długoletnią Służbę.